# Zolotaïa Niva (métro de Novossibirsk)
Zolotaïa Niva (en russe : Золотая Нива et en anglais : Zolotaya Niva) est une station de la ligne Dzerjinskaïa du métro de Novossibirsk.
Mise en service en 2010, elle est desservie par les rames de la ligne Dzerjinskaïa.

## Situation sur le réseau

Plan du métro (2017).

Établie en souterrain, la station Zolotaïa Niva, est une station de passage de la Ligne Dzerjinskaïa du métro de Novossibirsk. Elle est située entre la station Beriozovaïa rochtcha, en direction du terminus ouest Plochtchad Garina-Mikhaïlovskogo.
Elle dispose d'un quai central encadré par les deux voies de la ligne.

## Histoire
La station Zolotaïa Niva est mise en service le 7 octobre 2010.

## Services aux voyageurs

### Desserte
Zolotaïa Niva est desservie par les rames de la ligne Dzerjinskaïa.

Installations et desserte
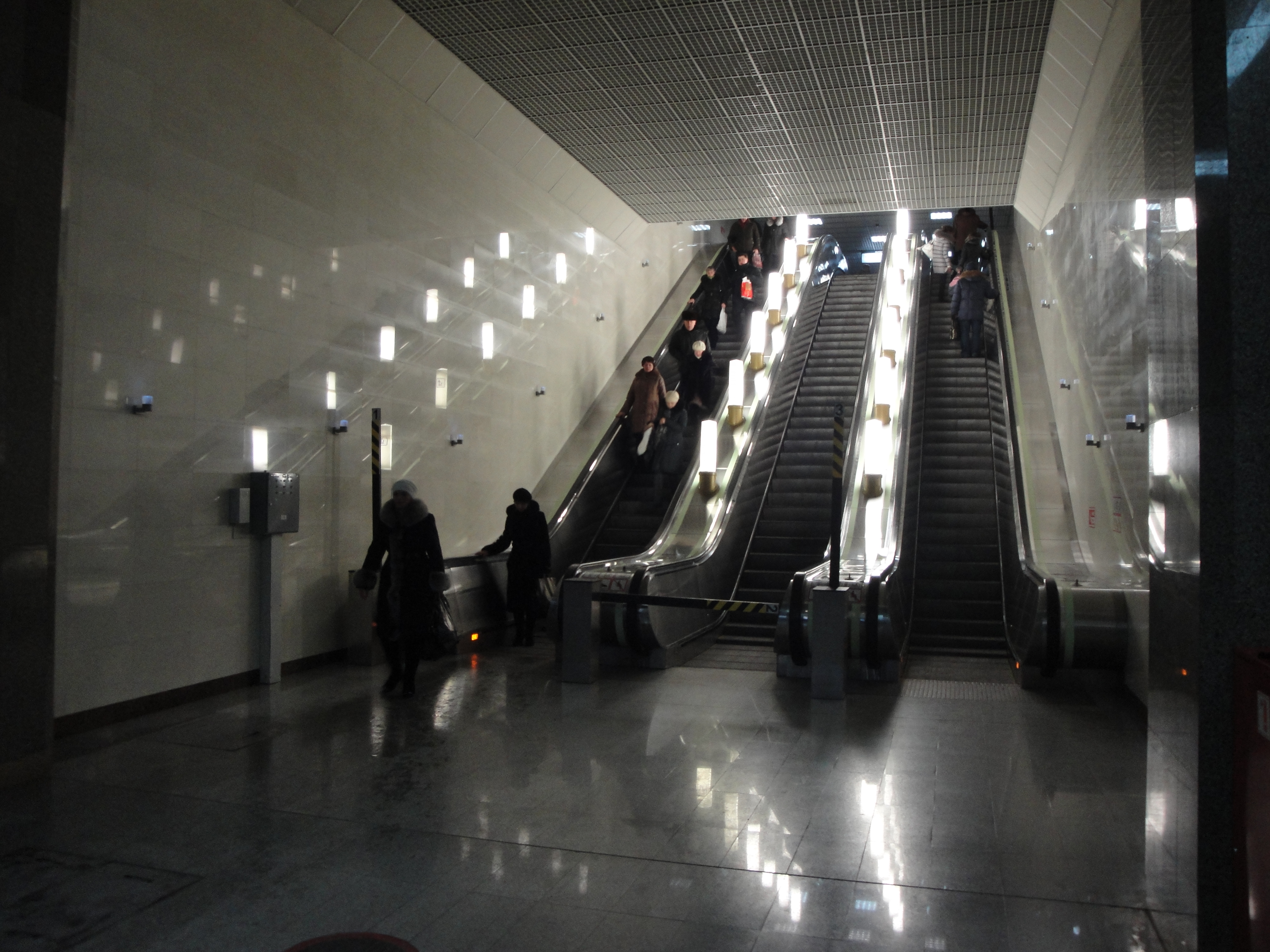
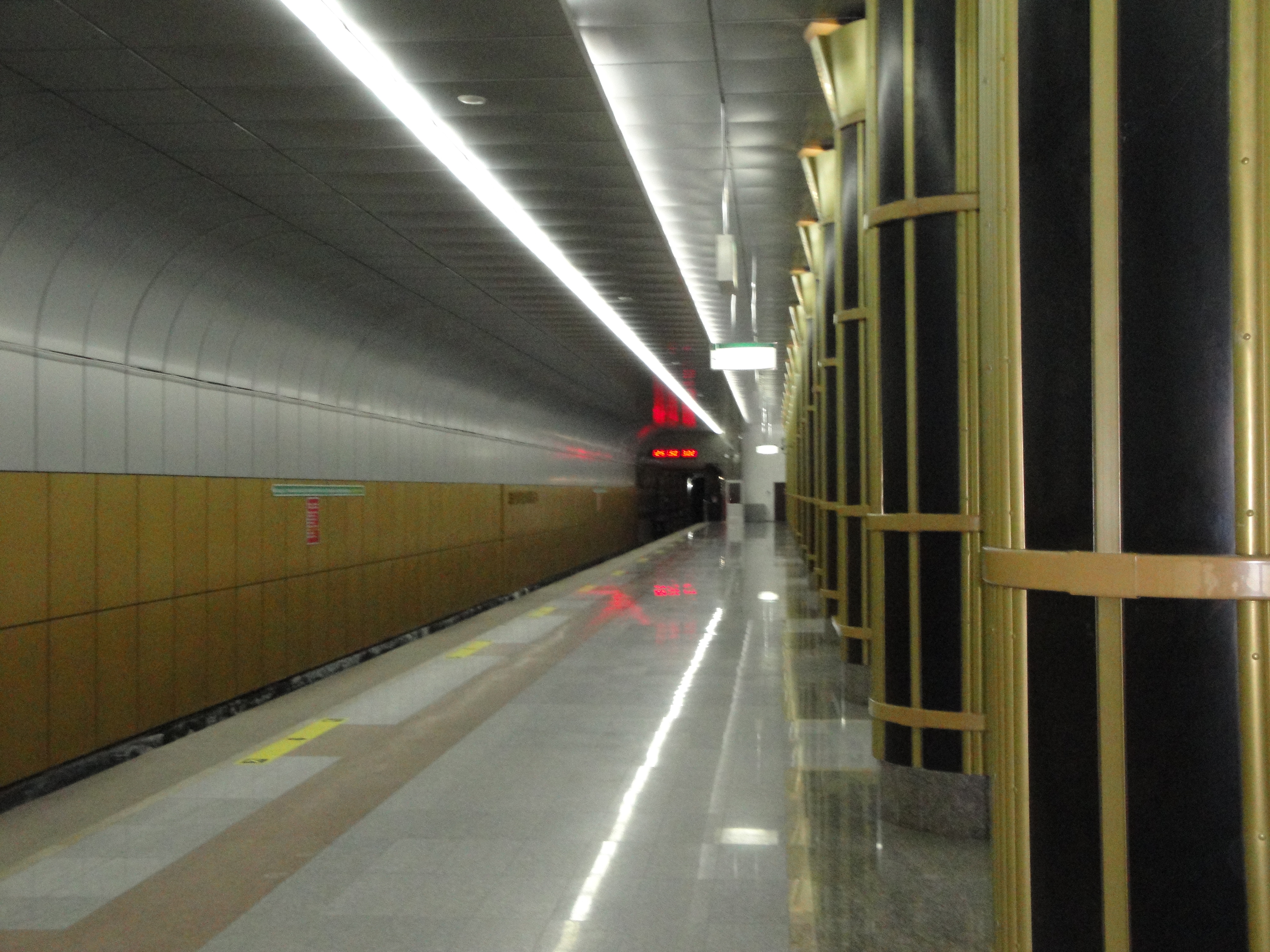
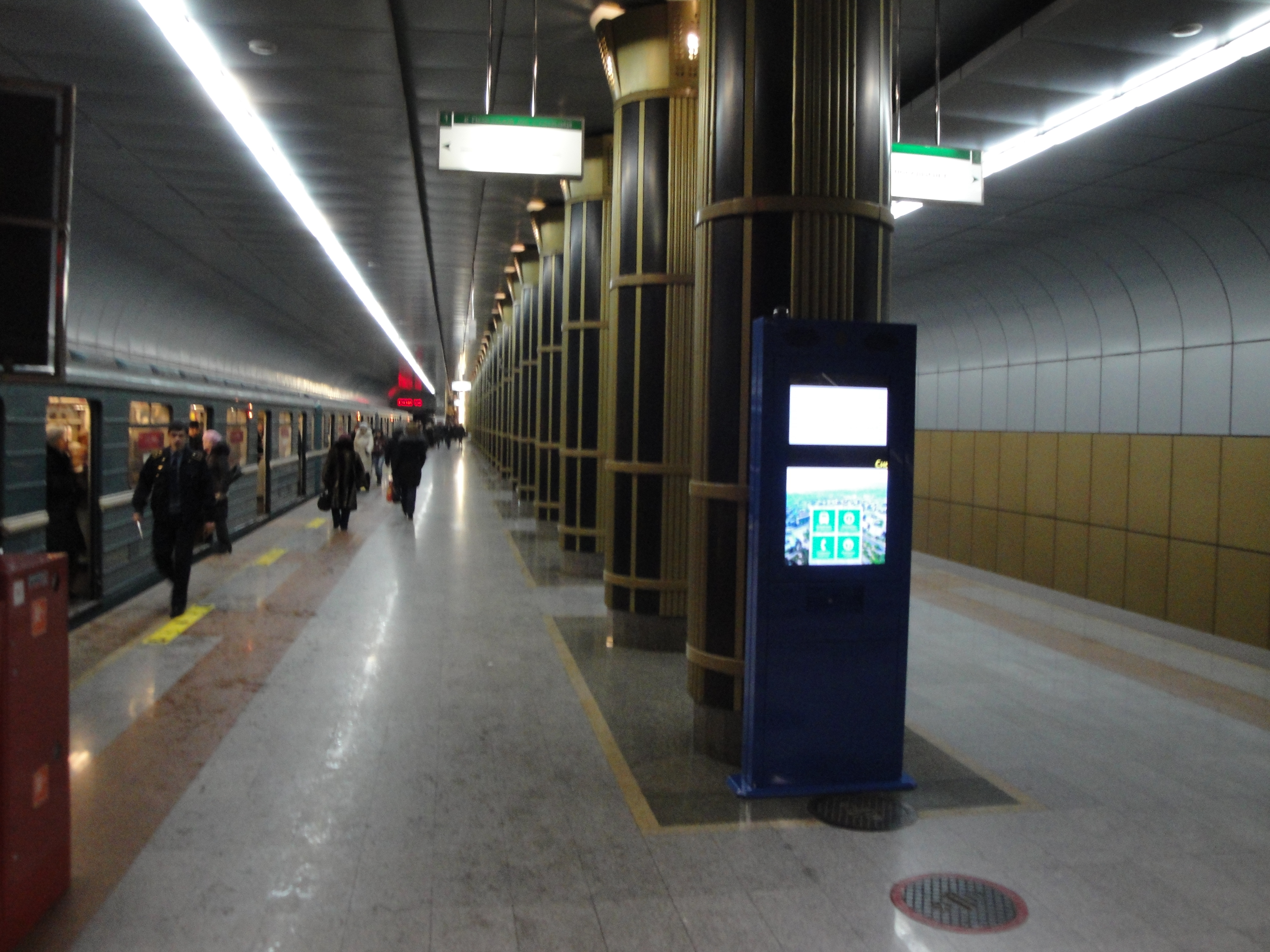